# Francesco Akira
Francesco Akira Begnini (Bergamo, 12 novembre 1999) è un wrestler italiano che combatte nella New Japan Pro-Wrestling.

## Carriera

### Circuito indipendente (2015–2019)
Francesco Begnini ha iniziato ad allenarsi nel 2013 presso una palestra di Bergamo gestita da Alberto Copler. Il 29 agosto 2015 ha fatto il suo esordio ufficiale sul ring, con lo pseudonimo Francesco Akira, perdendo un Single match contro Mr. Excellent.
Negli anni successivi ha lottato in federazioni italiane come la Italian Championship Wrestling, la Rising Sun Wrestling Promotion, la Bullfight Wrestling Society, la Milan Wrestling Federation, la Bologna Wrestling Team, la Wrestling Megastars, la Mayhem, la I Miti del Wrestling, la European Pro Wrestling, la Squash A Jobber e la Superior Italian Wrestling, di cui è stato Campione.
Tra il 2017-18 e il 2019 fino ad oggi ha lottato in Federazioni britanniche come la Over the Top Wrestling e la Attack! Pro Wrestling, passando anche per altre Sigle europee ed internazionali promettenti e prestigiose come la OTT, la Insane Championship Wrestling, la Rev. Pro, la PROGRESS, la BodiZoy, la wXw, la GCW, la CMLL e molte altre.

### All Japan Pro-Wrestling (2019–2022)
Il 7 febbraio 2019, all'evento Excite Series, Francesco Akira ha fatto il suo esordio nella All Japan Pro-Wrestling, lottando in squadra con Kento Miyahara, Yohei Nakajima e Yoshi Tatsu e perdendo contro Hikaru Sato, Kohei Suwama, Shuji Ishikawa e Yusuke Okada in un 8-Men Tag Team match.
Il 15 luglio, a Chiba Extra Dream, ha fatto squadra con Hikaru Sato, Hokuto Omori e Yusuke Okada vincendo contro Atsushi Maruyama, Keiichi Sato, Koji Iwamoto e Yohei Nakajima.
Il 2 gennaio 2020, a New Year Wars, ha partecipato ad una Battle Royal a tredici uomini vinta da Danny Jones.

### New Japan Pro-Wrestling (2022–presente)
Il 9 aprile 2022, all'evento Hyper Battle, Francesco Akira ha fatto il suo esordio nella New Japan Pro-Wrestling unendosi allo United Empire, la stable capitanata da Will Ospreay. Il 15 maggio ha lottato il suo primo match, sconfiggendo Sho Tanaka nel primo turno del Best of Super Juniors.

## Personaggio

### Mosse finali
- Akira Sault (Shiranui)[1]
- Fireball (Double Running Knee On Kneeling Opponent)
- Speedfire (360° overdrive)[1]

### Soprannomi
- "Fireball"[1]
- "Wonderkid"[1]
- "Crown of Fire"[9]

## Titoli e riconoscimenti
- Adriatic Special Combat Academy
  - ASCA Tag Team Championship (1)[10] – con Gravity
- All Japan Pro-Wrestling
  - Junior Battle Of Glory Tournament
  - AJPW World Junior Heavyweight Championship (1)[11]
- Italian Championship Wrestling
  - ICW Italian Tag Team Championship (1)[10] – con Gravity
- New Japan Pro-Wrestling
  - IWGP Junior Heavyweight Tag Team Championship (3) – con TJP
- Pro Wrestling Illustrated
  - 264° tra i 500 migliori wrestler singoli nella PWI 500 (2022)
- Rising Sun Promotion
  - Rising Championship (2)[10]
- Superior Italian Wrestling
  - SIW Italian Championship (1)[10]